# Sigma Orionis
Sigma Orionis (48 Orionis) é uma estrela múltipla na direção da constelação de Orion. Possui uma ascensão reta de 05h 38m 44.77s e uma declinação de −02° 36′ 00.2″. Sua magnitude aparente é igual a 3.77. Considerando sua distância de 1148 anos-luz em relação à Terra, sua magnitude absoluta é igual a 0.48. Pertence à classe espectral O9.5V....